# 타니구치 사야카
타니구치 사야카(일본어: 谷口 紗耶香, 1986년 5월 9일 ~ )는 일본의 모델, 아이돌이다.